# Coppa Colombo
La Coppa Colombo, ufficialmente Colombo Cup e noto anche come Former Colonial India Quadrangular Tournament, era un torneo calcistico a carattere amichevole tenutosi per la prima volta a Colombo, nello Sri Lanka, nel 1952 come parte della Fiera di Colombo, sotto l'egida della federcalcio cingalese. 
L'ultima edizione del torneo si svolse nel 1955. 
Il primato di successi nel torneo è detenuto dall'India, vincitrice di tutte e quattro le edizioni. Un'edizione del torneo fu vinta ex aequo con il Pakistan. 

## Albo d'oro
| Vittoria      | Naz. ospitante                      | Vincitore      | Secondo  | Terzo           |
| ------------- | ----------------------------------- | -------------- | -------- | --------------- |
| 1952 Dettagli | Colombo, Ceylon                     | India Pakistan | -        | Ceylon Birmania |
| 1953 Dettagli | Rangoon, Burma                      | India          | Pakistan | Birmania        |
| 1954 Dettagli | Calcutta, India                     | India          | Pakistan | Ceylon          |
| 1955 Dettagli | Dacca, Pakistan orientale, Pakistan | India          | Pakistan | Birmania        |

## Vittorie per nazionale
| Vittorie | Nazionale | Anno                               |
| -------- | --------- | ---------------------------------- |
| 4        | India     | 1952 (condivisa), 1953, 1954, 1955 |
| 1        | Pakistan  | 1952 (condivisa)                   |